# پرستون (لانکاشیر)
latitudeپرستون (لانکاشیر)longitudeپرستون (لانکاشیر)
پرستون (به انگلیسی: Preston, Lancashire) یک شهرک در بریتانیا است که در شمال غربی انگلستان واقع شده‌است.

## خصوصیات
پرستون ۱۱۴٬۳۰۰ نفر جمعیت دارد.

## خواهرخوانده
شهر کالیش خواهرخواندهٔ پرستون (لانکاشیر) هست.